# II wojna macedońska
II wojna macedońska – drugi konflikt zbrojny między republiką rzymską a Macedonią rządzoną przez Filipa V trwający w latach 200–197 p.n.e.

## Przyczyny wojny
Filip V po zakończeniu I wojny macedońskiej skierował swoją uwagę na wschód. Zawarłszy sojusz z Seleucydą Antiochem III, rozpoczął działania wojenne w Azji Mniejszej i na wyspach Morza Egejskiego z nadzieją opanowania posiadłości Ptolemeuszy. Poczynania macedońskiego władcy zaniepokoiły władcę Pergamonu – Attalosa I i Rodyjczyków. Zagrożone kraje wysłały poselstwo do Rzymu z prośba o pomoc, jednak reakcja senatu nie była zdecydowana - niedawno zakończyła się wojna z Hannibalem, pomysł nowej kampanii nie był popularny wśród ludu. Wysłano tylko żądanie do Filipa, aby zgodził się na rzymski arbitraż w sporze z Pergamonem i Rodos. Król macedoński nie zgodził się i dopiero wtedy republika zdecydowała się wypowiedzieć wojnę. Zadecydowano jednak, że dwa legiony, które postanowiono wysłać, będą się składać jedynie z ochotników spośród uczestników wyprawy afrykańskiej Scypiona.

## Przebieg wojny
Sytuacja obu przeciwników była trudna. Działania Filipa podczas wojen - rabunki świątyń, brutalność jego wojsk, sprawiły, że był niepopularny w Grecji. Także Rzymian nie zapamiętano dobrze z czasów I wojny macedońskiej. Dodatkowo ich sojusznik – Związek Etolski nie chciał się angażować w walkę, inny potencjalny sprzymierzeniec – Związek Achajski zajęty był konfliktem ze Spartą. Przez pierwsze dwa lata wojny brak było decydujących rozstrzygnięć. Sytuację zmieniło przekazanie dowództwa Tytusowi Kwinkcjuszowi Flamininusowi, któremu udało się zmontować prorzymską koalicję, w skład której weszły: Związek Epirocki, Etolski, Achajski, Beocki i Sparta. Jej armia, złożona tylko z dwóch legionów, ale z licznego kontyngentu sprzymierzeńców (przede wszystkim Etolów), miała przewagę nad Filipem, który sięgając po ostatnie rezerwy mobilizacyjne (powoływał nawet szesnastolatków) zebrał 25 tysięcy żołnierzy. Do zaciętej bitwy doszło w Tessalii na wzgórzach zwanych Psie głowy (Kynoskefalai) w 197 p.n.e. – armia macedońska poniosła klęskę, zginęło 8 tysięcy ludzi (5 tysięcy dostało się do niewoli). Filip, ze względu na wysokie straty oraz pogarszającą się sytuację na innych frontach, natychmiast poprosił o pokój. Flamininus zgodził się, zdając sobie sprawę, że posiada zbyt słabą armię do całkowitego ujarzmienia Macedonii, obawiał się także nadmiernego wzrostu wpływów Etolów.
Na mocy porozumienia pokojowego Filip musiał wycofać się z Grecji właściwej i Azji, zrezygnować z kontroli Tessalii, oddać jeńców, zapłacić kontrybucję, a także zrezygnować z floty. Macedonia została bardzo poważnie osłabiona.

## Konsekwencje wojny dla Grecji
Na zwycięskich Rzymian spadł obowiązek zaprowadzenia w Grecji nowego ładu po wycofaniu się Macedończyków. Zabiegi Flamininusa (kierującego się szczerym filhelllenizmem) w senacie doprowadziły do formalnego ogłoszenia wolności greckich poleis, Rzymianie nie zdecydowali się na obsadzenie twierdz składających się na tzw. Kajdany Grecji, mimo rosnącego zagrożenia ze strony Antiocha III, poszerzającego swoje posiadłości w Azji Mniejszej. Ogłoszenie wolności miast greckich przyniosło Flamininusowi ogromną popularność w Helladzie. Pozostał on na miejscu przez cztery lata, realizując wiele szczegółowych postanowień, stając się właściwie twórcą nowego ładu (który niekiedy pozostawał w sprzeczności z deklarowaną wolnością).
Rzym nie był w stanie zapewnić Grecji stabilności, konflikty między poleis przybrały na sile, Związek Achajski zbrojnie realizował swoje interesy na Peloponezie. Wszystkie strony sporów słały poselstwa do Rzymu, republika wysyłała komisje senatorskie do rozwiązywania lokalnych konfliktów, ale Grecy zdawali sobie sprawę, że Rzymianie nie mają na miejscu wojsk, że nie są też chętni wysyłać legionów, więc ich skuteczność była ograniczona.

## Kalendarium wydarzeń II wojny macedońskiej
- 200 p.n.e. – zdobycie Antipatrei
- 199 p.n.e. – zdobycie Chalkis
- 199 p.n.e. – bitwa pod Atenami
- 199 p.n.e. – potyczka nad jeziorem Lichnitis (starcie Rzymian konsula Galby z Macedończykami Filipa V - straty: 35 Rzymian, 40 Macedończyków)
- 199 p.n.e. – bitwa pod Ottobolos (Rzymianie zwyciężyli Macedończyków Filipa V – 200 zabitych, 100 jeńców)
- 199 p.n.e. – potyczka pod Bruannion (Macedończycy Filipa V zwyciężają oddział rzymski)
- 199 p.n.e. – bitwa na przełęczy Lynkos (Rzymianie konsula Galby zwyciężają Macedończyków Filipa V)
- 199 p.n.e. – szturm Kassandrei (Macedończycy odpierają atak Rzymian na miasto)
- 199 p.n.e. – oblężenie Oreos (Rzymianie i Pergamończycy zdobywają miasto)
- 198 p.n.e. – bitwa nad rzeką Aoos (Rzymianie Flamininiusa zwyciężyli Macedończyków Filipa V – straty 2000 ludzi)
- 198 p.n.e. – zdobycie Falorii przez Rzymian
- 198 p.n.e. – oblężenie Atraks (Macedończycy odpierają ataki Rzymian)
- 198 p.n.e. – zdobycie Eretrii (Rzymianie pod wodzą legata Lucjusza zdobywają miasto)
- 198 p.n.e. – oblężenie Koryntu (Obrońcy korynccy i załoga macedońska Androstenesa bronią miasto przed wojskami Rzymu, Pergamonu i Achajów)
- 198 p.n.e. – zdobycie Elatei (Rzymianie pod wodzą konsula Flamininusa zdobywają miasto)
- 197 p.n.e. – bitwa pod Kynoskefalaj (co najmniej 26 000 Rzymian Flaminiusa (700 zabitych) zwyciężyło 26 000 Macedończyków Filipa (13 000 strat)
- 197 p.n.e. – bitwa pod Koryntem (Wojska Achajów pod wodzą Nikostratosa zwyciężają Macedończyków Androstenesa - 1500 zabitych, 300 jeńców)
- 197 p.n.e. – zdobycie Leukas (Rzymianie Flamininusa zdobywają miasto akarnańskie)